# Peter Boulware
Pour les articles homonymes, voir Boulware.
(en) Statistiques sur pro-football-reference
Peter Nicholas Boulware, né le 18 décembre 1974 à Columbia (Caroline du Sud) est un joueur de football américain évoluant au poste de linebacker et ayant effectué l'intégralité de sa carrière aux Ravens de Baltimore.

## Biographie
Il est né à Columbia en Caroline du sud. Il débute au football avec les Seminoles de Florida State.